# Язбец, Янез
Янез Язбец (словен. Janez Jazbec, род. 27 декабря 1984 года, Крань) — словенский горнолыжник, участник Олимпийских игр в Ванкувере. Специализируется в гигантском слаломе. 
В Кубке мира Язбец дебютировал в 2004 году, в декабре 2009 года единственный раз попал в тридцатку лучших на этапе Кубка мира, в гигантском слаломе. Примечательно, что в 17 этапах Кубка мира, в которых он принимал участие, ему лишь в одном удалось добраться до финиша. Лучшим достижением в общем зачёте Кубка мира является для Язбеца 129-е место в сезоне 2009-10.
На Олимпиаде-2010 в Ванкувере занял 19-е место в гигантском слаломе.
За свою карьеру участия в чемпионатах мира пока не принимал.
Использует лыжи производства фирмы Elan.